# 中國國家文化產業
中國國家文化產業集團有限公司，簡稱中國國家文化產業集團和中國國家文化產業（英語：China National Culture Group Limited，港交所：0745），在1968年，由許教武家族，於香港（總部）成立「榮康建築有限公司」。
前身為「榮康（控股）有限公司」和「中國鐵聯傳媒有限公司」。
該股份在2004年10月13日於港交所主板上市。招股價為0.25港元，發售股份為3.19億，而集資額為4100萬港元。
主席為孫薇。而業務當時在香港經營建造，而現時為在中國內地提供廣告傳媒服務。

## 外部連結
- http://www.hklistco.com/Announcement?stockCode=745（页面存档备份，存于）